# Kin Beach Provincial Park
Kin Beach Provincial Park är en park i Kanada.   Den ligger i Comox Valley Regional District och provinsen British Columbia, i den sydvästra delen av landet, 3 700 km väster om huvudstaden Ottawa. Kin Beach Provincial Park ligger 23 meter över havet.
Terrängen runt Kin Beach Provincial Park är platt. Havet är nära Kin Beach Provincial Park åt nordost. Närmaste större samhälle är Comox, 5,7 km sydväst om Kin Beach Provincial Park. 